# 劍橋冰川
76°57′S 160°31′E / 76.950°S 160.517°E
劍橋冰川（英語：Cambridge Glacier）是南極洲的冰川，位於維多利亞地，流經康沃伊山脈和庫姆斯山，最終在卑爾根山和蓋特威冰原島峰之間注入麥基冰川，以劍橋大學命名。